# サザンカ (曲)
「サザンカ」は、日本のバンド・SEKAI NO OWARIの楽曲。メジャー12作目、通算14作目のシングルとして2018年2月28日にトイズファクトリーより発売された。

## 概要
- 前作「RAIN」から約7ヶ月ぶり、小沢健二とのコラボレーションシングル「フクロウの声が聞こえる」から約5ヶ月の作品。
- 表題曲は『2018年平昌オリンピック』『2018年平昌パラリンピック』のNHK放送テーマソングに使用された[1]。
- 同年2月1日に先行配信され、後に完全生産限定盤としてCDで発売された[2]。また、カップリング曲は収録されず、表題曲と表題曲のインストゥルメンタルのみの収録内容で発売された初のシングルでもある。
- 今作で『第60回日本レコード大賞』優秀作品賞を受賞[3]。また『第69回NHK紅白歌合戦』にも出場、オリンピックの競技映像をバックに披露された[4][5]。

## 収録曲
1. サザンカ [4:30]
作詞：Fukase、Saori
作曲：Nakajin、Fukase
編曲：SEKAI NO OWARI、小林武史
ストリングスアレンジ：小林武史、四家卯大
前作に引き続き、小林武史を迎えて制作された。
ワンコーラスをNakajinが制作し、そこにFukaseが新たに制作したサビを取り入れて完成されている[6]。
歌詞はFukaseが1番、Saoriが2番と分業して書かれている。制作当初、Fukaseは冬季オリンピックへの歌詞ということで「スポーツをやってきたわけでもなく、まして何か努力を重ねてきたわけでもないため何を書いていいか分からず悩み葛藤した」という。しかし母親からの「周りの人から見てる心配だったり頑張れって応援する気持ちは似てるものがあるのではないか」とアドバイスされたことを経て書けるようになったという[6]。なお、この楽曲はSaoriの第一子出産の前日に完成したという[7]。
ミュージック・ビデオはFukaseが原案を、藤代雄一朗が監督を務めた。Fukaseが兄の草介役で、俳優の神木隆之介が弟の花斗役で出演している[8]。
2. サザンカ (Instrumental) [4:30]
作曲：Nakajin、Fukase
編曲：SEKAI NO OWARI、小林武史
ストリングスアレンジ：小林武史、四家卯大
表題曲のインストゥルメンタルバージョン。

## 参加ミュージシャン
SEKAI NO OWARI
- Fukase：Vocal & Backing Vocal (#1)
- Nakajin：Electric Guitar & Programming
- Saori：Wurlitzer & Piano
- DJ LOVE：DJ

Additional Musician
- 椎野恭一：Drums
- キタダマキ：Electric Bass
- 四家卯大ストリングス：Strings
- ルイス・バジェ：Trumpet
- 安達練：Computer Programming

## タイアップ
- 『2018年平昌オリンピック』『2018年平昌パラリンピック』NHK放送テーマソング (#1)

## 収録アルバム
- Lip (#1)